# Estación de Cabeço de Vide
La Estación Ferroviaria de Cabeço de Vide, también conocida como Estación de Cabeço de Vide o Apeadero de Cabeço de Vide, fue una plataforma del Ramal de Portalegre, que servía a la localidad de Cabeço de Vide, en el ayuntamiento de Fronteira, en Portugal.

## Historia
En el Plan de la Red al Sur del Tajo, documento oficial elaborado en 1899, fue prevista la construcción de una línea entre Estremoz y Portalegre, pasando por Cabeço de Vide.
Esta estación fue inaugurada el 20 de  enero de 1937, como terminal provisional de la Línea de Portalegre El tramo siguiente, hasta Portalegre, fue inaugurado el 21 de enero de 1949.